# Pleuroptya
Pleuroptya är ett släkte av fjärilar som beskrevs av Edward Meyrick 1890. Enligt Catalogue of Life ingår Pleuroptya i familjen Crambidae, men enligt Dyntaxa är tillhörigheten istället familjen mott.

## Bildgalleri

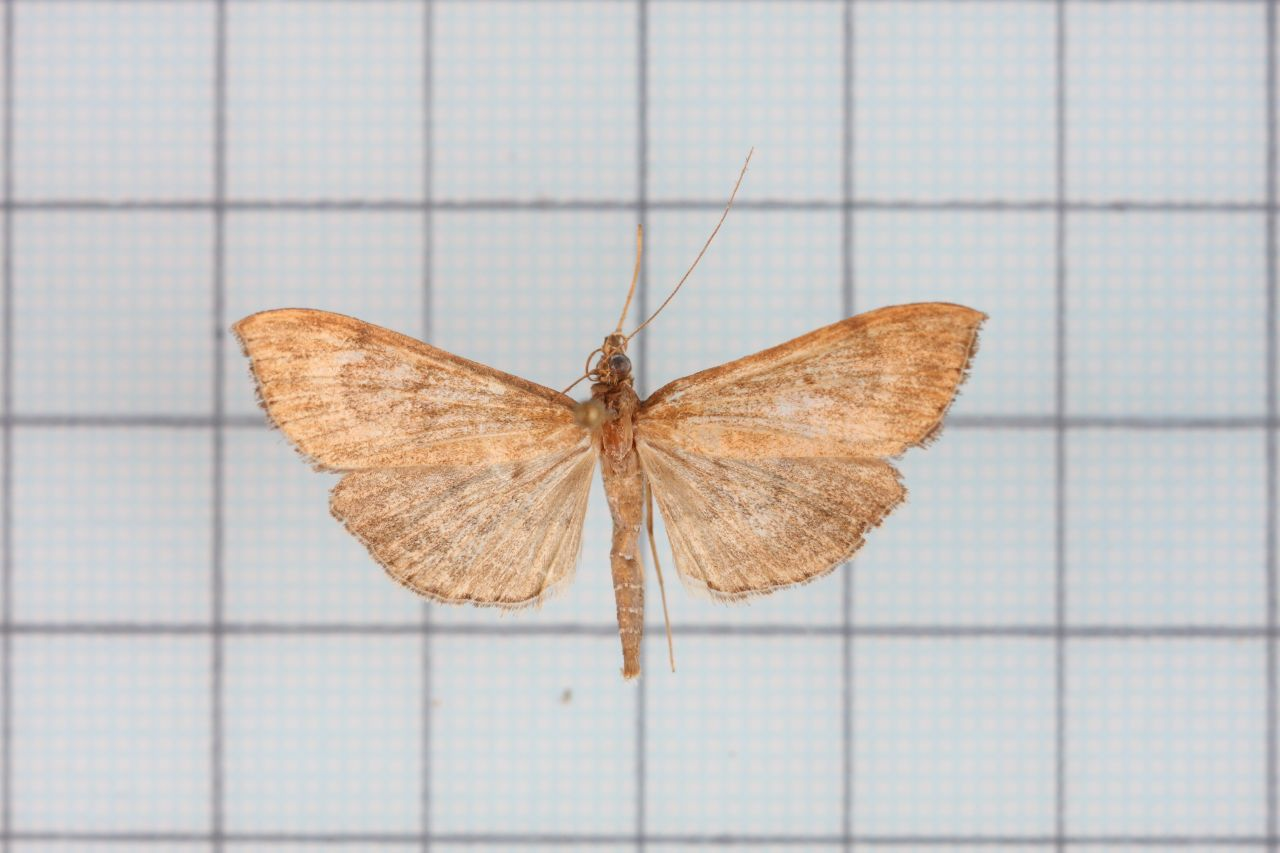

## Dottertaxa tillPleuroptya, i alfabetisk ordning[1][2]
- Pleuroptya accipitralis
- Pleuroptya aegrotalis
- Pleuroptya aurantiacalis
- Pleuroptya aurea
- Pleuroptya balteata
- Pleuroptya boteralis
- Pleuroptya brevipennis
- Pleuroptya characteristica
- Pleuroptya crocealis
- Pleuroptya cypraealis
- Pleuroptya deficiens
- Pleuroptya dubia
- Pleuroptya evergestialis
- Pleuroptya expictalis
- Pleuroptya flava
- Pleuroptya flavescens
- Pleuroptya fraterna
- Pleuroptya harutai
- Pleuroptya iopasalis
- Pleuroptya iridialis
- Pleuroptya irregularis
- Pleuroptya leopardalis
- Pleuroptya luteolalis
- Pleuroptya marcidalis
- Pleuroptya munitalis
- Pleuroptya mysolalis
- Pleuroptya opacata
- Pleuroptya orobenalis
- Pleuroptya pallida
- Pleuroptya penumbralis
- Pleuroptya plagiatalis
- Pleuroptya punctimarginalis
- Pleuroptya quadriguttalis
- Pleuroptya restrictalis
- Pleuroptya ruralis
- Pleuroptya scinisalis
- Pleuroptya silicalis
- Pleuroptya sounkeana
- Pleuroptya sublutalis
- Pleuroptya suisharyella
- Pleuroptya tardalis
- Pleuroptya tenuis
- Pleuroptya ultimalis
- Pleuroptya verticalis